# Канички
Канички (чеш. Kaničky, бывш. нем. Kanitschek) — муниципалитет на западе Чешской Республики, в Пльзеньском крае. Входит в состав района Домажлице.
Один из самых малонаселённых муниципалитетов Чехии.

## География
Расположен в крайней восточной части района, на речке Мерклинка, в 16 км к востоку от Домажлиц и в 34,5 км к юго-западу от Пльзени. 
Граничит с муниципалитетами Хоцомышль (с юго-запада), Коловеч (с северо-запада), а также Худенице района Клатови (с востока).
По рабочим дням ходят автобусы между Коловечем и Домажлицами, а также между Коловечем и Клатови.

## История
Впервые упоминается в 1379 году.
В XVI веке деревня принадлежала хозяевам, жившим в замке Роупов, столетием позже она стала частью поместья Хоцомышль, войдя вместе с ним в поместье Худенице в 1711 году, где и состояла до 1945 года.

### Изменение административного подчинения
- 1850 год — Австрийская империя, Богемия, край Пльзень, политический и судебный район Клатови;
- 1855 год — Австрийская империя, Богемия, край Пльзень, судебный район Клатови;
- 1868 год — Австро-Венгрия, Цислейтания, Богемия, политический и судебный район Клатови[6];
- 1920 год — Чехословацкая Республика, Пльзеньская жупания[чеш.], политический и судебный район Клатови
- 1928 год — Чехословацкая Республика, Чешская земля, политический и судебный район Клатови
- 1939 год — Протекторат Богемии и Моравии, Богемия, область Клатови, политический и судебный район Клатови[7]
- 1945 год — Чехословацкая Республика, Чешская земля, административный и судебный район Клатови[8]
- 1949 год — Чехословацкая Республика, Пльзеньский край, район Клатови[9]
- 1960 год — ЧССР, Западно-Чешский край, район Домажлице
- 2003 год — Чехия, Пльзеньский край, район Домажлице, ОРП Домажлице

## Достопримечательности
Каничская мельница впервые поставлена на нынешнем месте в 1757 году. Имеется деревянный амбар, которому более 250 лет, а также часовня Богоматери 1860-х годов на площади.

## Население
| Год  | Численность | Численность |
| ---- | ----------- | ----------- |
| 1869 | 85          | [ 11 ]      |
| 1880 | 83          | [ 11 ]      |
| 1890 | 79          | [ 11 ]      |
| 1900 | 69          | [ 11 ]      |
| 1910 | 91          | [ 11 ]      |
| 1921 | 95          | [ 11 ]      |
| 1930 | 75          | [ 11 ]      |
| 1950 | 68          | [ 11 ]      |
| 1961 | 60          | [ 11 ]      |
| 1970 | 50          | [ 11 ]      |
| 1980 | 57          | [ 11 ]      |
| 1991 | 46          | [ 11 ]      |
| 2001 | 36          | [ 11 ]      |
| 2011 | 32          | [ 11 ]      |
| 2014 | 26          | [ 12 ]      |
| 2016 | 27          | [ 13 ]      |
| 2017 | 27          | [ 14 ]      |
| 2018 | 28          | [ 15 ]      |
| 2019 | 29          | [ 16 ]      |
| 2020 | 28          | [ 17 ]      |
| 2021 | 29          | [ 18 ]      |
| 2022 | 32          | [ 19 ]      |
| 2023 | 32          | [ 20 ]      |
| 2024 | 32          | [ 21 ]      |
| 2025 | 31          | [ 3 ]       |

По переписи 2011 года в деревне проживало 32 человека (23 чеха и 9 не указавших национальность), из них 17 мужчин и 15 женщин (средний возраст — 41,9 года). 
Из 29 человек старше 14 лет 4 имели базовое (в том числе неоконченное) образование, 20 — среднее, включая учеников (из них 8 — с аттестатом зрелости) и 5 — высшее (1 бакалавр и 4 магистра).
Из 32 человек 17 были экономически активны (в том числе 1 работающий студент и 2 женщины в декретном отпуске), 15 — неактивны (из них 9 неработающих пенсионеров, 4 учащихся и 2 других иждивенца).
Из 17 работающих 1 работал в сельском хозяйстве, 5 — в промышленности, 2 — в строительстве, 2 — в торговле и авторемонте, 2 — в транспортной и складской отрасли, 1 — на госслужбе, 1 — в образовании.

## Галерея

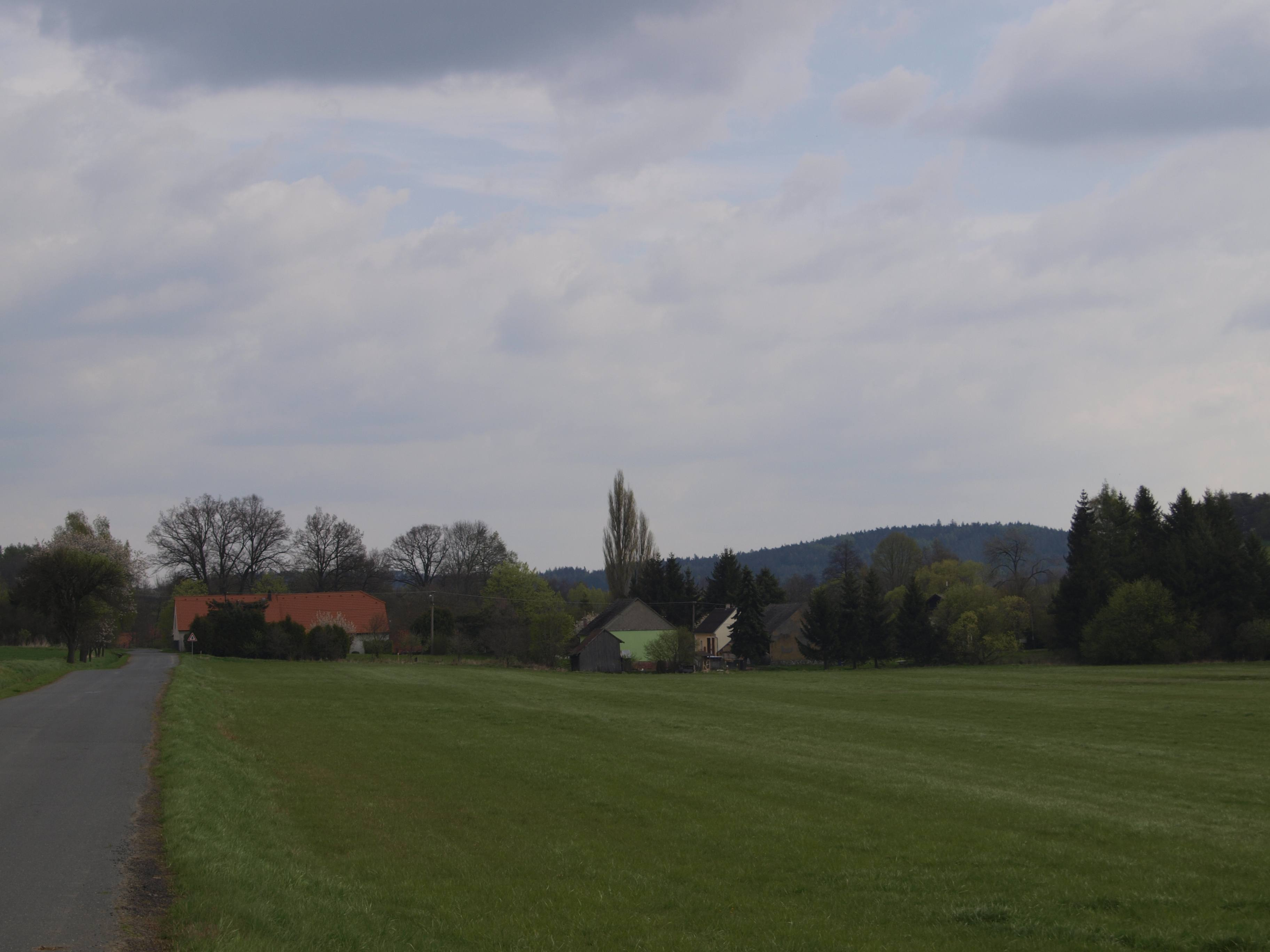
Вид со стороны Хоцомышля
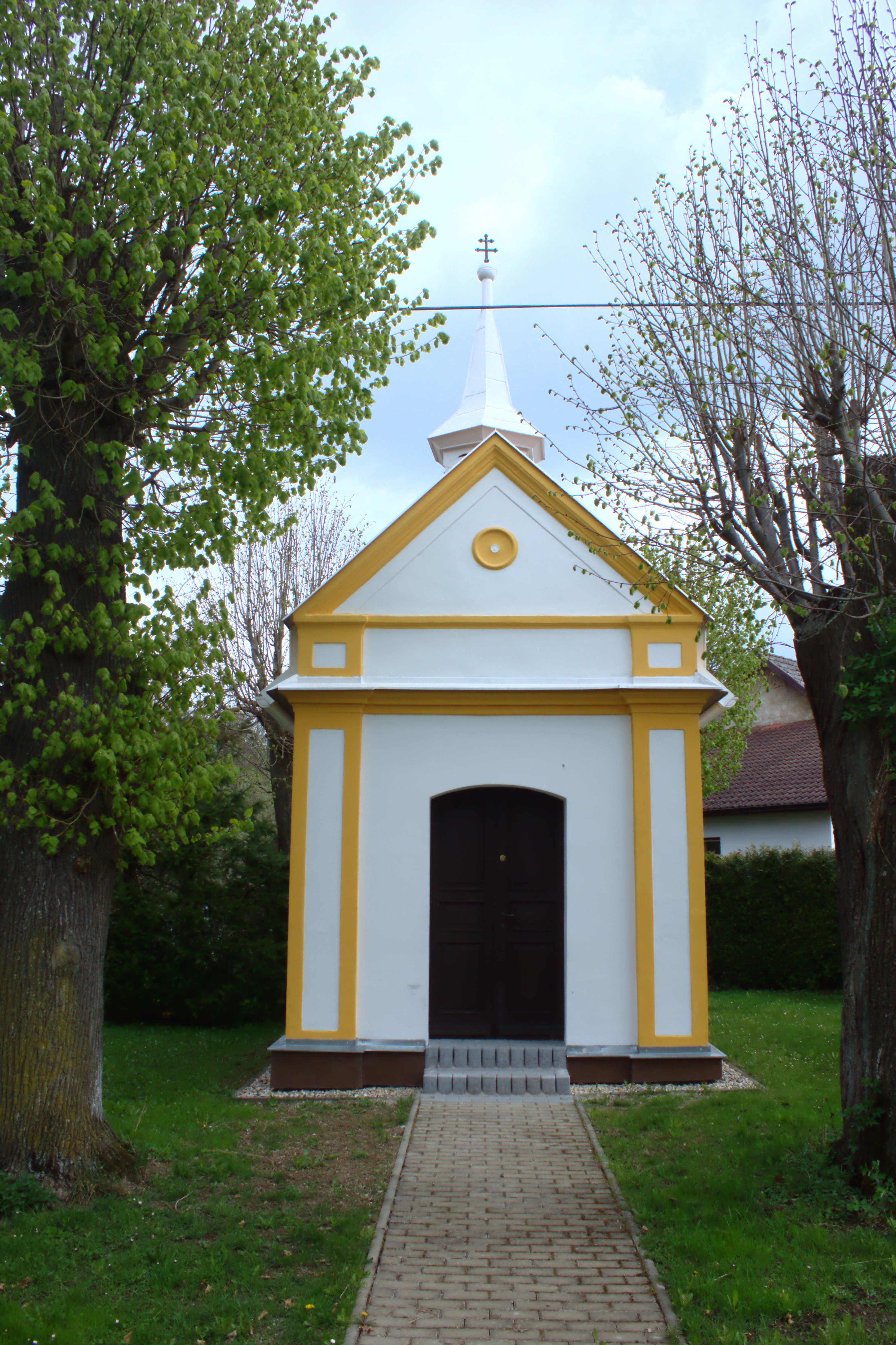
Часовня
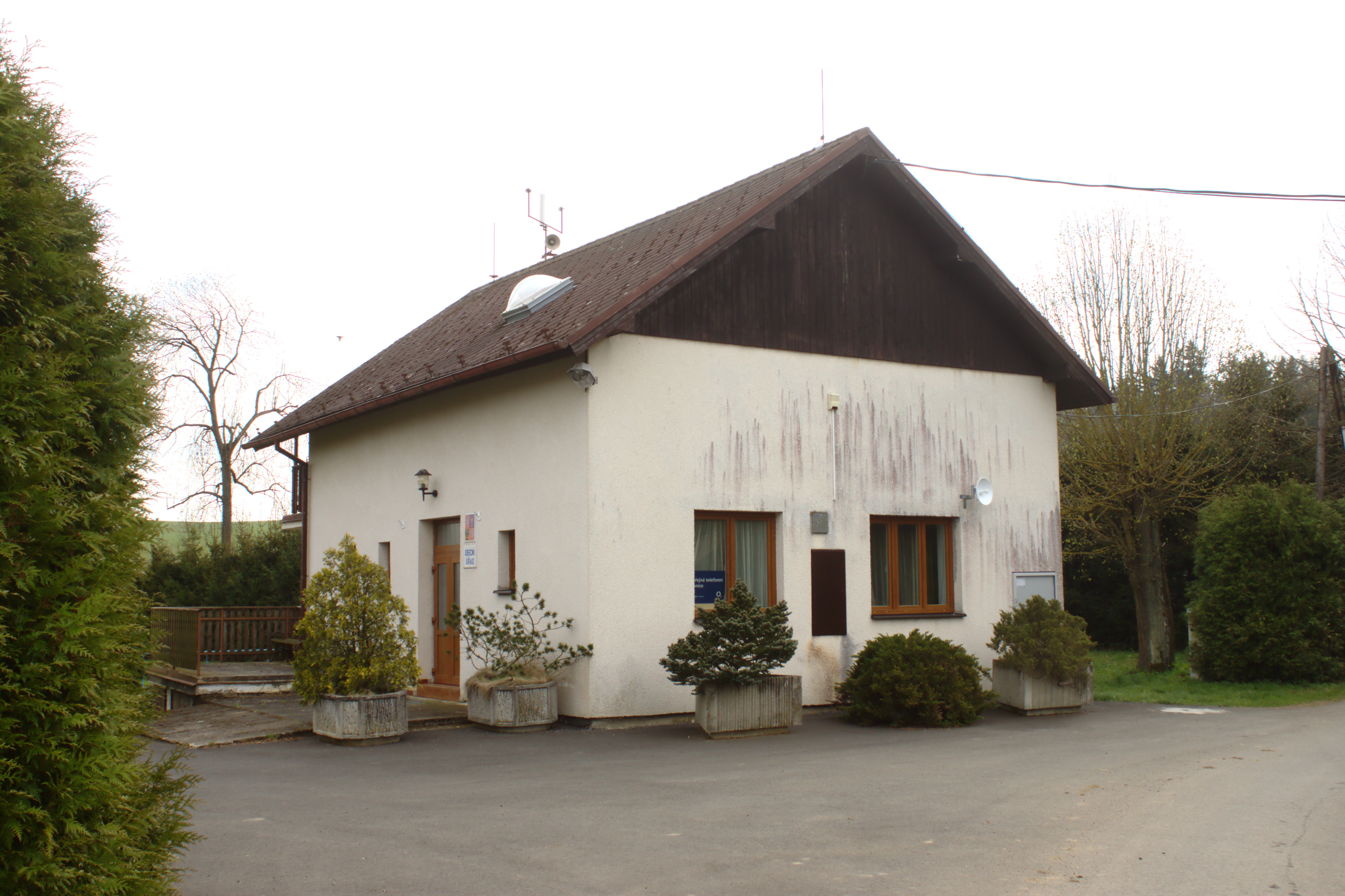
Здание муниципалитета